# Авербах Михайло Йосипович
Миха́йло Йо́сипович Аверба́х (нар. 17 (29) травня 1872, Маріуполь — 29 липня 1944) — російський офтальмолог, академік АН СРСР.
Від 1900 року до кінця життя працював у Московській очній лікарні, яка згодом (1935) була перетворена в очолюваний Авербахом офтальмологічний інститут імені Гельмгольца.

## Праці
Наукові праці Авербаха охоплюють найважливіші проблеми захворювань очей. Особливе значення мають роботи про очний травматизм, сліпоту, трахому, фізіологічну оптику. Авербах впровадив багато нових хірургічних операцій на оці.
Сталінська премія, 1943.